# 朝鮮社会科学院
朝鮮社会科学院（ちょうせん しゃかいかがくいん）は朝鮮民主主義人民共和国（北朝鮮）の哲学及び社会科学研究の最高学術機構であり、総合的な研究センター。現院長は、アメリカで生まれた女性政治家李恵貞（リ・ヘジョン）。

## 概要
北朝鮮政府のシンクタンクとして大きな影響力をもつ。付属機関として経済研究所がある。大阪経済法科大学との間で協定を締結しており、密接な関係を構築している。1991年、日本から関西大学講師だった李英和を留学生として受け入れたことがある。2012年、朝鮮社会科学院は、金日成生誕100年を記念して、哲学、経済学、法学、言語学、文学、歴史、民族学、考古学に関する200冊の百科事典を出版した。また、日本の大正大学とともに霊通寺の研究に携わったことがある。

## 歴代院長、副院長

### 社会科学院長
- 洪起文（ホン・キムン）：1969年 4月 〜
- 全今哲（チョン・クムチョル）：1990年〜、統一研究所 所長
- 太炯哲（テ・ヒョンチョル）：1997年 8月〜1998年、事務局長
- 太炯哲：1998年〜2000年
- 太炯哲：2000年〜2012年 6月
- 李恵貞（リ・ヘジョン）：2012年6月〜

### 第一副院長
- キム・チョルシク：1991年12月 1997年12月

### 歴代副院長
- 洪起文：1964年4月〜 1966年
- 洪起文：1966年〜 1969年4月
- キム・チョルシク：1980年3月〜
- 太炯哲：1990年10月〜1994年2月
- 太炯哲：1994年2月〜1997年8月
- ジ・スンチョル